# Liste der Bodendenkmale in Lichtenberg/Erzgeb.
In der Liste der Bodendenkmale in Lichtenberg/Erzgeb. sind die Bodendenkmale der Gemeinde Lichtenberg/Erzgeb. und ihrer Ortsteile nach dem Stand der Auflistung von Volkmar Geupel aus dem Jahr 1983 aufgelistet. Eventuelle Änderungen und Ergänzungen, insbesondere aus der Zeit nach der Wende, sind nicht berücksichtigt, da für Sachsen aktuell keine neueren allgemein zugänglichen Bodendenkmallisten vorliegen. Die Baudenkmale sind in der Liste der Kulturdenkmale in Lichtenberg/Erzgeb. aufgeführt.
| Denkmal-ID | Fundart            | Ortsteil    | Bezeichnung              | Zeitstellung    | Lage                                                | Bemerkungen | Bild |
| ---------- | ------------------ | ----------- | ------------------------ | --------------- | --------------------------------------------------- | --- | ---- |
| ?          | Befestigung > Burg | Lichtenberg | Wehranlage „Burgberg“    | Mittelalter     | südöstlicher Ortsrand, auf einem Berggipfel         | Höhenburg in Gipfellage, Schutz seit 11. Oktober 1976 |      |
| ?          | Befestigung > Burg | Lichtenberg | Wasserburg „Ringelteich“ | Mittelalter     | nordwestlich im Ort, östlich des Gimlitzbachs       | Niederungsburg, rechteckiger Bühl mit abgerundeten Ecken und umlaufendem wasserführendem Graben, vorgelagerter Damm oder Außenwall, Schutz seit 19. Oktober 1960 |      |
| ?          | besonderer Stein   | Lichtenberg | Steinkreuz               | Spätmittelalter | Ortsmitte, auf Schmuckplatz westlich der Dorfstraße | Schutz seit 17. April 1963 |      |